# Аджанта
Аджа́нта (маратхи अजिंठा लेणी, хинди अजंता गुफाएँ, англ. Buddhist Caves in Ajanta) — в Индии, в штате Махараштра, буддистский храмово-монастырский пещерный комплекс.

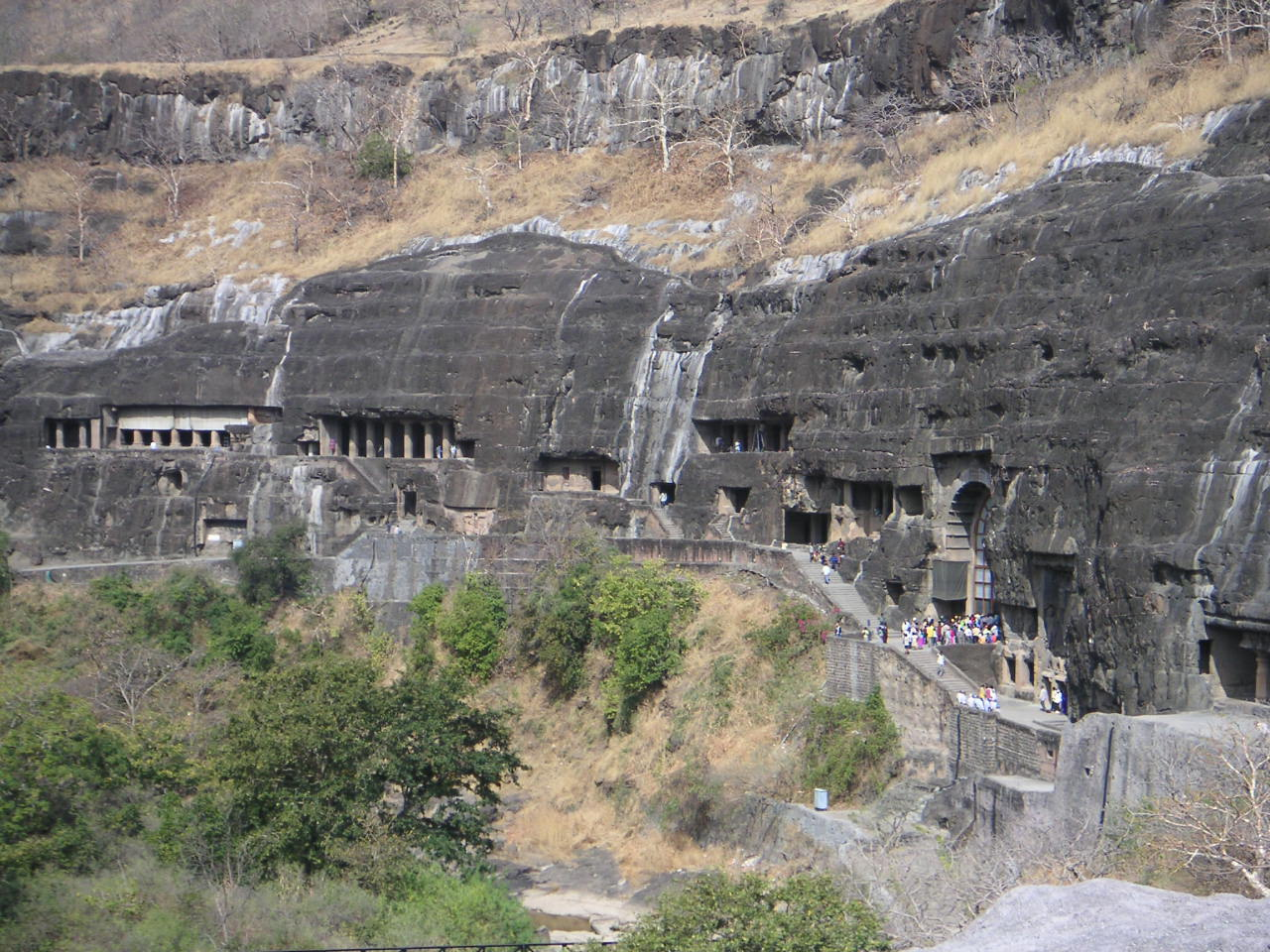
Наружный вид утёса

Представляет собой утёс в виде подковы с 29 пещерами. Они подразделяются на два основных типа — чайтья (молельные залы, продолговатые в плане, с двумя рядами столбов, апсидой в торце) и вихара (квадратные в плане залы, окружённые с трёх сторон кельями или святилищами со статуями Будды, имеют при входе портик-террасу) — общежитие буддийских монахов.
Настенная роспись пещер всемирно известна. Живопись, сохранившаяся во фрагментах, — иллюстрации к буддийским легендам и мифам, но по сути она раскрывает панораму общественной жизни во всем её разнообразии. В 1983 году храмовый комплекс «Аджанта» был объявлен памятником Всемирного наследия.

## История
Храмы высекались в скалах в течение нескольких столетий — с I века до н. э. по VII век н. э. (подлинный расцвет живописи падает на период V—VI веков). Наиболее интенсивное строительство велось в конце V — первой половине VI века при царе могущественной дравидийской династии Вакатаков Харишене (475—500 годы), правителе Декана и ряда областей Западной Индии. В это время созданы наиболее совершенные образцы скульптур и росписей Аджанты.
В XIII веке буддизм теряет своё значение в Индии. Монахи, численность которых к этому времени значительно снизилась, постепенно покинули Аджанту.